# Paratalanta stachialis
Paratalanta stachialis là một loài bướm đêm trong họ Crambidae.